# Karol Linetty
Karol Linetty (Żnin, 2 de febrero de 1995) es un futbolista polaco que juega en la demarcación de centrocampista para el Kocaelispor de la Superliga de Turquía.

## Selección nacional
Tras jugar en las selecciones sub-15, sub-17, sub-19 y sub-21, finalmente el 18 de enero de 2014 debutó con la selección absoluta de Polonia en un partido amistoso contra Noruega que finalizó con un resultado de 0-3 a favor del combinado polaco tras los goles del mismo Karol Linetty, Tomasz Brzyski y Michał Kucharczyk.

### Goles internacionales
| # | Fecha                   | Estadio                                                | Oponente             | Gol | Resultado | Competición                         |
| - | ----------------------- | ------------------------------------------------------ | -------------------- | --- | --------- | ----------------------------------- |
| 1 | 18 de enero de 2014     | Estadio Jeque Zayed, Abu Dabi, Emiratos Árabes Unidos  | Noruega              | 0-3 | 0-3       | Amistoso                            |
| 2 | 14 de octubre de 2020   | Estadio Municipal de Breslavia, Breslavia, Polonia     | Bosnia y Herzegovina | 2-0 | 3-0       | Liga de Naciones de la UEFA 2020-21 |
| 3 | 14 de junio de 2021     | Estadio Krestovski, San Petersburgo, Rusia             | Eslovaquia           | 1-1 | 1-2       | Eurocopa 2020                       |
| 4 | 2 de septiembre de 2021 | Estadio Nacional de Varsovia, Varsovia, Polonia        | Albania              | 4-1 | 4-1       | Clasificación para el Mundial 2022  |
| 5 | 5 de septiembre de 2021 | Estadio Olímpico de San Marino, Serravalle, San Marino | San Marino           | 0-4 | 1-7       | Clasificación para el Mundial 2022  |

## Clubes
| Club            | País    | Año       | Partidos | Goles |
| --------------- | ------- | --------- | -------- | ----- |
| Lech Poznań     | Polonia | 2012-2016 | 112      | 11    |
| U. C. Sampdoria | Italia  | 2016-2020 | 132      | 11    |
| Torino F. C.    | Italia  | 2020-2025 | 142      | 3     |
| Kocaelispor     | Turquía | 2025-     |          |       |